# Хилл, Клинтон (Секретная служба)
Клинтон (Клинт) Дж. Хилл (англ. Clinton J. Hill; 4 января 1932, Ларимор, Северная Дакота, США — 21 февраля 2025, Белвидер, Калифорния, США) — бывший агент Секретной службы США, был в составе охраны президента Кеннеди во время его убийства 22 ноября 1963 года в Далласе. Один из немногих сотрудников охраны, предпринявших активные действия в момент покушения.

## 22 ноября 1963 года
Персональным объектом охраны Клинта Хилла была Жаклин Кеннеди. Условия работы охраны во время визита Кеннеди в Даллас Хилл оценивал как очень сложные. Ещё на аэродроме чета Кеннеди вплотную подходила к встречавшим их горожанам и несколько раз оказывалась в толпе людей. На улицах Далласа президента тоже приветствовали толпы. В окнах, на балконах и на крышах домов находилась масса людей, и следить за всеми было невозможно. При движении президентского кортежа по Далласу Хилл вместе с семью другими агентами находился в машине сопровождения президента, следовавшей сразу за президентским лимузином (в Секретной службе этот черный «кадиллак» с боковыми подножками прозвали «Куин Мэри»). Хилл стоял на подножке рядом с водителем. При проезде по улицам Хилл переместился на подножку за багажником президентской машины и некоторое время находился там; но на Хьюстон-стрит Хилл вернулся на подножку машины охраны. После первого выстрела, ранившего президента в шею, Хилл соскочил с подножки, бегом догнал президентский лимузин, со второй попытки взобрался через багажник в салон и закрыл своим телом Жаклин Кеннеди. Хилл находился в таком положении до госпиталя, куда привезли смертельно раненного Кеннеди. Увидев простреленную голову президента, он обернулся к коллегам и показал большой палец, обращенный вниз.

## Дальнейшая биография
Хилл продолжал работать в качестве охранника Жаклин Кеннеди ещё год после смерти её супруга.
В 1975 году он ушёл со службы, уединился в своём доме, много пил, но в начале 1980-х стараниями друзей порвал с алкоголем. В 2017 году Хилл заявил, что он 54 года непрерывно переживает заново события в Далласе.
В апреле 2012 года была опубликована книга «Миссис Кеннеди и я», в которой Хилл описывал свою карьеру и свои рабочие отношения с Жаклин Кеннеди.
Клинт Хилл являлся последним жившим пассажиром автомобиля, доставившего Кеннеди в госпиталь Паркленд.
Умер 21 февраля 2025 года в своём доме в Белвидере, штат Калифорния, в возрасте 93 лет.

Даллас, 22 ноября 1963 года, поворот на Хьюстон-стрит. Клинт Хилл едет на запятках президентской машины.
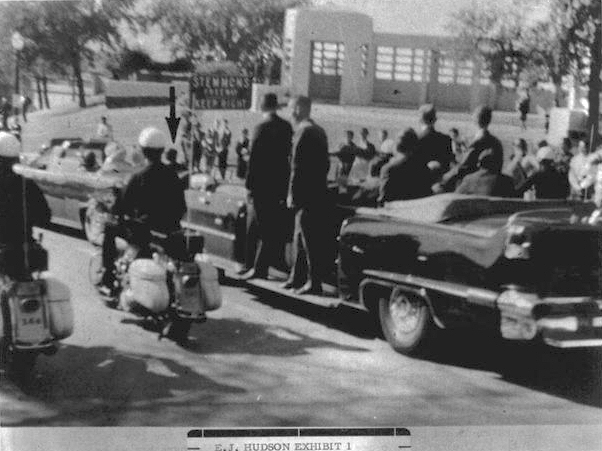
Элм-стрит. Хилл снова стоит на левой подножке «кадиллака» охраны рядом с водителем. Через секунду начнется стрельба.
Хилл догоняет машину президента… (371-й кадр фильма Запрудера)
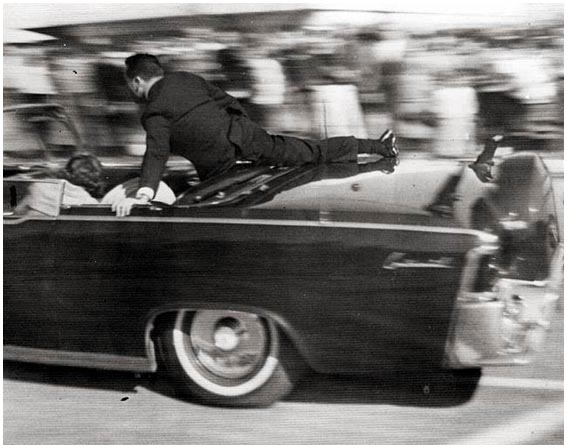
…и заслоняет её пассажиров от обстрела (уже закончившегося).